# Gonomyia (Gonomyia) parvicellula
Gonomyia (Gonomyia) parvicellula is een tweevleugelige uit de familie steltmuggen (Limoniidae). De soort komt voor in het Oriëntaals gebied.